# Dené-kavkazské jazyky
Dené-kavkazské jazyky je navrhovaná, velká jazyková rodina, zahrnující jazyky sinotibetské, severokavkazské, jazyky na-dené, jenisejské, vaskonské (včetně baskičtiny) a burušaskí. V roce 2008 přišel Edward Vajda s tzv. dené-jenisejskou hypotézou, spočívající ve specifickém spojení mezi na-dené a jenisejštinou, která byla částečně přijata. Nicméně validita zbytku této rodiny je většinou historických lingvistů odmítána, případně vnímána jako značně pochybná. 

## Historie hypotézy
Klasifikace podobné dené-kavkazské hypotéze byly předloženy již ve 20. století Alfredem Trombettim, Edwardem Sapirem, Robertem Bleichsteinerem, Karlem Boudou, E. J. Furnéerem, René Lafonem, Robertem Shaferem, Olivierem Guy Tailleurem, Morrisem Swadeshem, Vladimirem N. Toporovem a jinými akademiky. 
Morris Swadesh zahrnul všechny členy dené-kavkazské rodiny do svojí rodiny, kterou nazýval basko-deneánská. Byla pojmenována podle baskičtiny a navažštiny – jazyků, které jsou od sebe v rámci této rodiny extrémně geograficky vzdálené. Podle Swadeshe zahrnovala tato rodiny jazyky vaskonské, kavkazské, uralsko-altajské, drávidské, tibetobarmské, austronéské, čínské, japonštinu, čukčštinu (Sibiř), eskymácko-aleutské, wakašské, na-dené a pravděpodobně i sumerštinu.